# Ken Jacobs
Ken Jacobs (Brooklyn, 25 maggio 1933) è un regista statunitense.

## Biografia
All'inizio degli anni settanta del XX secolo coniò la parola paracinema per designare le sue esperienze cinematografiche che passavano attraverso l'uso di strumenti che non appartenevano alla tecnologia cinematografica abituale. Fu l'insegnante di Art Spiegelman, l'autore di Maus, e lo influenzò molto. 
Jakobs partecipò alla creazione del Dipartimento di Cinema dell'Harpur College (oggi Binghamton University) con Larry Gottheim e vi insegnò l'arte e l'uso degli strumenti necessari al pensiero critico cinematografico come Professore emerito di Cinema fino al 2003, quando si ritirò a vita privata. Attualmente, a maggio 2009, vive a New York.
Si è occupato soprattutto di cinema sperimentale e cinema underground: è stato il regista di Tom, Tom the Piper Son (1969, USA), ammesso nel prestigioso National Film Registry nel 2007 e considerato "la più grande analisi di film mai realizzata" e di Star Spangled to Death (2004, USA), film di circa sette ore anch'esso realizzato quasi interamente di found footage, ossia di materiale audiovisivo preesistente.
Suo figlio, Azazel Jacobs, è anch'egli un cineasta.

## Filmografia parziale
- The Alps and the Jews (1957)
- Little Stabs at Happiness (1960)
- The Death of P'town (1963)
- Blonde Cobra (1963)
- Window (1964)
- Tom, Tom, The Piper's Son (1969)
- Keaton's Cops (1991)
- Opening the Nineteenth Century: 1896 (1991)
- The Georgetown Loop (1996)
- Disorient Express (1996)
- Circling Zero: We See Absence (2002)
- Star Spangled to Death (2004)
- Razzle Dazzle (The Lost World) (2007)
- Capitalism: Child Labor (2007)
- Nymph (2007)
- Gift of Fire: Nineteen (Obscure) Frames that Changed the World (2008)
- The Scenic Route (2008)

## Riconoscimenti (parziale)
- D.A.A.D. 1986
- Maya Deren Award 1994
- Guggenheim Fellowship 1995
- N.E.A. 1995
- Borsa della Rockefeller Foundation 1999
- NYFA 2001
- NYSCA 2001
- NYSCA borsa di studio per la distribuzione 2002
- Fund For Jewish Documentary Filmmaking 2003
- Stan Brakhage Vision Award 2004
- Los Angeles Film Critics Association - The Douglas Edwards Experimental/Independent Film/Video Award 2004
- incluso nel Whitney Museum of American Art, Biennali 1981, 1985, 1989, 1995, 1997, 2002
- incluso nel The Whitney Museum of American Art, The American Century: Art and Culture, 1950-2000, 1999-2000
- Film and Film, performance retrospettiva, American Museum of the Moving Image 1989
- incluso nel N.Y. Film Festival al Lincoln Center del 1991, 1998, 2001, 2002, 2003
- retrospettiva parziale dei film e dei film derivati da performance al The American Center di Parigi, 1994
- retrospettiva parziale dei film e dei film derivati da performance al Museum of Modern Art, 1996
- incluso in una sezione del Berlin Film Festival, 1997
- Taormina Film Fest, 1997
- London Film Festival 2000, 2003
- Rotterdam Film Festival 2001, 2003
- filmmaker-in-focus, 2004, 2005
- Hong Kong International Film Festival 2003, 2004
- Jeonju International Film Festival 2004
- Cinematexas International Short Film Festival 2004
- Starz Denver International Film Festival 2004